# Lyne
La parròquia de Lyne (en danès: Lyne Sogn) es troba a Dinamarca dins la diòcesi de Ribe la qual s'estén des de Ringkøbing al nord fins a la frontera amb Alemanya al sud. Hi va néixer, l'any 1860, el botànic Christen Christiansen Raunkiaer.